# José José (álbum)
Cuidado (también conocido como José José y Sólo una mujer) es el título del álbum debut del cantante mexicano José José. Fue lanzado al mercado bajo el sello discográfico RCA Víctor en 1969.

## Historia
Con éste su álbum debut LP grabado en el estudio de RCA en la Ciudad de México y realizado bajo la supervisión de los compositores Rubén Fuentes y Armando Manzanero, José José empezó una larga carrera y tiempo después exitosa trayectoria discográfica. Sin embargo, a pesar de que este LP contenía temas notables como Pero te extraño, Sin ella, Cuidado, Una mañana y Agua con sal, la compañía discográfica no le dio la suficiente promoción, pues consideraba que no era comercial, ya que la musicalización del álbum es una fusión de la balada romántica con bossa nova y jazz, géneros en los que el artista se desenvolvió en los inicios de su carrera musical y que a pesar de ser muy conocidos, no se encuentran entre el gusto de la gente promedio, cosa que puede apreciarse en la instrumentalización de las canciones Sin ella y Una mañana.
Para la portada de este álbum, fue tomada en una calle una imagen del artista vistiendo traje y sosteniendo entre sus manos un contrabajo, instrumento que tocaba en un trío de jazz mexicano, antes de su incursión profesional como cantante, mientras que una modelo mira de reojo al intérprete.
De este álbum, posiblemente fueron realizadas algunas ediciones hasta ser sustituido por otros discos más recientes, hasta que en 1998 la filial mexicana de BMG Entertainment (sucesora de RCA) hizo una edición en CD del álbum. La cinta multipista a partir de la cual se realizó el álbum fue preservada en sus archivos por RCA y las empresas que le sucedieron, lo que posibilitó que 35 años después fuera extraída la pista vocal de 5 de los temas, para ser incluidos en la serie de álbumes titulados «El príncipe con trío» y reacompañarla con un conjunto de boleros encabezado por el trío mexicano «Los tres caballeros».

## Lista de canciones[1]
| José José Cuidado |                          |                                                  |          |  |
| N.º               | Título                   | Escritor(es)                                     | Duración |  |
| 1.                | «Sólo una mujer»         | Joaquín Prieto                                   | 2:55     |  |
| 2.                | «Una mañana»             | Clare Fischer Adapt: al español: Joaquín Prieto  | 2:55     |  |
| 3.                | «Se agradecerá»          | Ignacio González                                 | 2:18     |  |
| 4.                | «Pero te extraño»        | Armando Manzanero                                | 2:25     |  |
| 5.                | «Monólogo»               | Chico Novarro                                    | 2:59     |  |
| 6.                | «La amante perfecta»     | Armando Manzanero                                | 2:38     |  |
| 7.                | «Sin ella» (Without Her) | Harry Nilsson Adapt: al español: Enrique Okamura | 3:16     |  |
| 8.                | «Agua con sal»           | Joaquín Prieto                                   | 4:06     |  |
| 9.                | «Lluvia en la tarde»     | Arturo Castro                                    | 2:40     |  |
| 10.               | «Presiento»              | Ignacio González                                 | 2:27     |  |
| 11.               | «Cuidado»                | Chico Novarro                                    | 2:15     |  |
| 12.               | «Antes»                  | Juan Acereto                                     | 2:58     |  |

## Créditos y personal[1]
- José José - Voz
- Joaquín Prieto - Arreglos en pistas 1, 2, 3, 8, 9, 10, 12 y dirección de orquesta en pistas 2 y 4.
- José Sabre Marroquín - Dirección de orquesta en pistas 1, 3, 4, 8, 10 y 12.
- Chucho Ferrer - Dirección de orquesta en pista 7.
- Arturo Castro - Dirección de orquesta en pista 9.
- Eduardo Magallanes - Dirección de orquesta en pistas 5, 6 y 11.
- Ignacio González - Producción en pistas de la 1 a la 4, 8, 10 y 12.
- Rubén Fuentes - Producción en las pistas 5, 7, 9 y 11.
- Enrique Okamura - Producción en la pista 6.

© MCMLXIX. RCA, S.A. de C.V.